# 西大泉町
西大泉町（日语：／ Nishiōizumimachi）是日本東京都練馬區町名。住居表示未實施。現僅存1179番地。郵便番號178-0066。面積0.002平方公里。

## 地理
西大泉町位於東京都練馬區西部。形似倒過來的下馱。面積、人口皆爲練馬區最小，是四面爲埼玉縣新座市片山三丁目包圍的飛地。距練馬區本體約100公尺。
至2000年代町南側還是旱田，2015年（平成27年）宅地化。

### 飛地
西大泉町1179番地（約1860平方公尺）是埼玉縣新座市片山3丁目中的飛地。成爲飛地的原因，傳聞爲明治時代土地所有者是東京人，但細節不明。1974年（昭和49年）開發業者將耕地宅地化時，飛地的存在浮出水面。練馬區認爲難以向飛地住宅提供上水道、垃圾收集、教育等服務，同年自治體間達成將西大泉町編入新座市的共識，但居民全體無共識而未實施。居民反對理由有不動產價值。2009年（平成21年），練馬區西大泉公示地價1坪80萬—83萬日圓，新座市片山56萬圓，相差懸殊。
這一帶住宅地只有一塊是飛地，一眼難以看出是東京都，寫著「練馬區」的滅火器證明此處是東京都。新座市自治會看板載有各戶居民姓名，只有西大泉町部份記爲「東京都」。也有新座市民認爲西大泉町只有一塊，但自治會也不同而不自然，應取消這個飛地。

### 戶數與人口
2021年（令和3年）6月1日戶數與人口如下。
| 町丁     | 戶數 | 人口 |
| -------- | ---- | ---- |
| 西大泉町 | 13   | 33   |

### 小中學校學區
區立小中學校學區如下。
| 番地 | 小學校               | 中學校               |
| ---- | -------------------- | -------------------- |
| 全域 | 練馬區立大泉西小學校 | 練馬區立大泉西中學校 |

## 歷史
至1891年（明治24年），此地附近一帶屬埼玉縣新座郡榑橋村。
至昭和30年代（1955—1964年），此地是山林。練馬區與新座市都不清楚飛地形成的經過，1974年住宅建成才知曉其存在。飛地成因有以下諸說。
1. 江户时代新田開發與明治以降市町村合併[13][15]。
2. 大名領地星星點點分佈，部份殘留[18]。
3. 練馬區農家出作（日语：出作）農地（练马区役所談）[19]。
4. 不動產業者申請時將埼玉縣新座市誤作東京都練馬區[13][9][20]。若此說正確，練馬區就有過失，練馬區官方並不承認此說[13]。

宅地化當初有6間房，2015年（平成27年）春在旱田建住宅後，人口增加。2020年（令和2年）3月23日，由於疫情，東京都知事小池百合子表明東京可能會行動限制，西大泉町在Twitter更受關注。9月11日，市川紗椰以飛地爲主題的欄目提及西大泉町。

### 町名變遷
板橋區成立時町名改稱如下。
| 實施後       | 實施年月日    | 實施前                     |
| ------------ | ------------- | -------------------------- |
| 西大泉町1179 | 1932年10月1日 | 大泉村大字中小榑字小作1179 |

## 生活
西大泉町住民在練馬區交住民稅，垃圾收集由練馬區承擔，小中學校學區亦在練馬區、車輛號牌是練馬編號。郵便番號178-0066，大泉郵便局承擔集配。眾議院議員總選舉的選區是東京都第9區（屬練馬區），在第57投票所大泉第四小學校投票。
然而，上下水道由新座市供給，電力由東京電力Power Grid埼玉支店志木支社管轄。雖爲飛地，住民不覺不便。
最近車站不在練馬區，也不在新座市，而是西東京市西武池袋線保谷站。
據2015年（平成27年）國勢調查，居民全體有11人無業無學。據2014年（平成26年）經濟構造統計，有1個事業所、3個從業者。

### 市外局番
西大泉町在東日本電信電話東京大泉收容局服務範圍，市外局番03。
曾使用埼玉縣的048。《周刊邮报》介紹不動產業者的說法，市外局番在居民與行政機關交涉後變爲03。

### 引用
1. ↑  . 練馬区.   [2021-06-05]. （原始内容存档于2021-06-05）.
2. 1 2  . 練馬區. 2016-10-01  [2018-01-04]. （原始内容存档于2017-07-20）.
3. ↑  . 地理院地圖. 國土地理院.   [2021-06-05]. （原始内容存档于2020-03-06）.
4. 1 2   (PDF). 練馬區區民部戶籍住民課住民記錄係. 2021-06-03  [2021-06-05]. （原始内容存档 (PDF)于2021-08-02）.
5. 1 2  . 日本郵便.   [2018-01-04]. （原始内容存档于2018-01-06）.
6. 1 2   (PDF). 總務省. 2019-05-22  [2021-06-05]. （原始内容存档 (PDF)于2021-10-05）.
7. 1 2 3 4 5 6 7 8  岡島、土屋 2010，第153頁.
8. ↑  . 國道交通省.   [2021-06-05]. （原始内容存档于2021-02-08）.
9. 1 2 3 4 5 6 7 8  秋山、中原 2009，第219頁.
10. 1 2 3 4 5 6 7 8 9  . . . 2017-01-04  [2021-06-05]. （原始内容存档于2021-06-05）.
11. ↑   . 朝日新聞. 1979-07-05.
12. 1 2 3 4 5  河尻定. . . 日本經濟新聞社. 2013-10-04  [2021-06-05]. （原始内容存档于2021-06-05）.
13. 1 2 3 4 5  岡島、土屋 2010，第152頁.
14. 1 2 3 4 5 6 7  . NEWS Post Seven. 小學館. 2020-08-27  [2021-06-05]. （原始内容存档于2021-06-05）.
15. 1 2 3  . toukoutsushin.   [2021-06-06]. 原始内容存档于2008-05-13.
16. ↑   (PDF). . 練馬区教育振興部学務課学事係. 2019-04-01  [2021-06-06]. （原始内容存档 (PDF)于2021-08-02）.
17. ↑  . 練馬區.   [2021-11-17]. （原始内容存档于2021-11-17）.
18. ↑  . 平成26年度分 > 行政運營. 練馬區總務部總務課. 2015-03-13  [2021-06-05]. （原始内容存档于2021-06-05）.
19. ↑  新井素子.  . 得間書店. 1992: 183.
20. ↑   . 白夜書房（日语：白夜書房）.
21. ↑  松葉純一. . . 2020-03-25  [2021-06-05]. （原始内容存档于2021-06-05）.
22. ↑  . 週Play NEWS. 集英社. 2020-09-11  [2021-06-05]. （原始内容存档于2021-08-27）.
23. ↑  . .   [2021-11-17]. （原始内容存档于2021-03-07）.
24. ↑   (PDF). 平二五年六月二八日法律第六八號. 參議院.   [2021-06-05]. （原始内容存档 (PDF)于2021-08-02）.
25. ↑  . 練馬區選舉管理委員會. 2018-09-04  [2021-06-05]. （原始内容存档于2021-06-05）.
26. ↑  . .   [2021-06-05]. （原始内容存档于2021-06-06）.
27. ↑  . 東京都の統計. 東京都總務局統計部人口統計課人口調查擔當.   [2021-06-05]. （原始内容存档于2021-06-05）.
28. ↑  . e-Stat. 總務省統計局. 2016-03-16  [2021-06-05]. （原始内容存档于2021-06-05）.
29. ↑  . 東日本電信電話. 2021-02-26  [2021-06-05]. （原始内容存档于2021-06-05）.
30. ↑   (PDF). 練馬區都市整備公社 . 2011-10  [2021-06-05]. （原始内容存档 (PDF)于2021-06-27）.

### 來源
- 秋山忠右; 中原淳.  . PHP研究所. 2009-12-25: 229. ISBN 978-4-569-77356-8.
- 岡島慎二; 土屋幸仁.  . 微雜誌社. 2010-06-11. ISBN 978-4-89637340-0.

## 外部連結
- . 練馬區.   [2021-11-17]. （原始内容存档于2021-11-17）.
- 西大泉町，存于